# Eschenau im Hausruckkreis
Eschenau im Hausruckkreis ist eine Gemeinde mit 1061 Einwohnern (Stand 1. Jänner 2024) in Oberösterreich im Bezirk Grieskirchen  im Hausruckviertel.

## Geografie

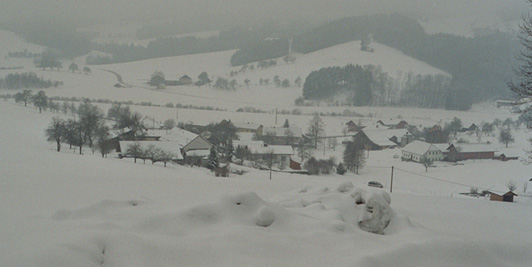
Eschenau im Winter 2006

Der Ort Eschenau im Hausruckkreis liegt auf 380 Meter Höhe im Norden von Grieskirchen, knapp südwestlich der Donau. Das Gemeindegebiet umfasst das Einzugsgebiet des Sandbaches und liegt zwischen 360 und 500 Meter Meereshöhe. Die Ausdehnung beträgt von Nord nach Süd 6,7 und von West nach Ost 5,4 Kilometer. Die Gesamtfläche umfasst 16,7 Quadratkilometer. Davon werden zwei Drittel landwirtschaftlich genutzt, ein Viertel ist bewaldet.

### Gemeindegliederung
Das Gemeindegebiet umfasst folgende 27 Ortschaften (in Klammern Einwohnerzahl Stand 1. Jänner 2024):
- Altenberg (37)
- Eschenau im Hausruckkreis (90)
- Gferedt (3)
- Hagenberg (6)
- Hasledt (159)
- Hausleithen (23)
- Hech (18)
- Hengstberg (19)
- Hofingerleithen (3)
- Hofstetten (22)
- Höllberg (7)
- Königshub (26)
- Mitteraubach (86)
- Neubach (25)
- Oberaubach (122)
- Rath (21)
- Reith (42)
- Salling (41)
- Schachen (10)
- Stilzing (34)
- Stocket (54)
- Unteraubach (42)
- Veitsberg (24)
- Vilzbach (6)
- Waldbach (25)
- Willing (64)
- Winklpoint (52)

Die Gemeinde besteht aus der einzigen Katastralgemeinde Eschenau.
Die Gemeinde liegt im Gerichtsbezirk Eferding.

### Nachbargemeinden
| Neukirchen am Walde | Waldkirchen am Wesen (Bez. Schärding)       |            |
|                     | Kompassrose, die auf Nachbargemeinden zeigt | St. Agatha |
|                     | Heiligenberg                                |            |

## Geschichte

### Ortsgeschichte
Die erste schriftliche Erwähnung des Ortsnamens erfolgte im Jahr 776.
Ursprünglich im Ostteil des Herzogtums Bayern liegend, gehörte der Ort seit dem 12. Jahrhundert zum Herzogtum Österreich. Seit 1490 wird er dem Fürstentum Österreich ob der Enns zugerechnet. Während der Napoleonischen Kriege war der Ort mehrfach besetzt.
Seit 1918 gehört der Ort zum Bundesland Oberösterreich. Nach dem Anschluss Österreichs an das Deutsche Reich am 13. März 1938 gehörte der Ort zum „Gau Oberdonau“. 1945 erfolgte die Wiederherstellung Oberösterreichs.

### Bevölkerungsentwicklung
1991 hatte die Gemeinde laut Volkszählung 1.195 Einwohner, 2001 dann 1.174 Einwohner. Da auch von 2001 bis 2011 die Wanderungsbilanz negativ blieb (−124) und von der positiven Geburtenbilanz (+33) nicht ausgeglichen werden konnte, sank die Bevölkerungszahl auf 1.083 im Jahr 2011.

## Wirtschaft und Infrastruktur

### Wirtschaftssektoren
Von den 83 landwirtschaftlichen Betrieben des Jahres 2010 wurden 35 im Haupterwerb geführt. Diese bewirtschafteten 63 Prozent der Flächen. Im Produktionssektor arbeiteten 18 Erwerbstätige im Bereich Herstellung von Waren und zwölf in der Bauwirtschaft. Die wichtigsten Arbeitgeber des Dienstleistungssektors waren die Bereiche freiberufliche Dienstleistungen (77), Handel (21) und Beherbergung und Gastronomie (11 Erwerbstätige).
| Wirtschaftssektor            | Anzahl Betriebe | Anzahl Betriebe | Erwerbstätige | Erwerbstätige |
| Wirtschaftssektor            | 2011            | 2001            | 2011          | 2001          |
| ---------------------------- | --------------- | --------------- | ------------- | ------------- |
| Land- und Forstwirtschaft 1) | 83              | 115             | 72            | 69            |
| Produktion                   | 10              | 9               | 30            | 33            |
| Dienstleistung               | 26              | 15              | 122           | 96            |

1) Betriebe mit Fläche in den Jahren 2010 und 1999

### Arbeitsmarkt, Pendeln
Im Jahr 2011 lebten 588 Erwerbstätige in Eschenau im Hausruckkreis. Davon arbeiteten 119 in der Gemeinde, achtzig Prozent pendelten aus.

## Politik

### Gemeinderat
Der Gemeinderat hat 13 Mitglieder.
- Mit den Gemeinderats- und Bürgermeisterwahlen in Oberösterreich 1997 hatte der Gemeinderat folgende Verteilung: 14 ÖVP, 3 FPÖ und 2 SPÖ. (19 Mandate)
- Mit den Gemeinderats- und Bürgermeisterwahlen in Oberösterreich 2003 hatte der Gemeinderat folgende Verteilung: 13 ÖVP, 4 SPÖ und 2 FPÖ. (19 Mandate)
- Mit den Gemeinderats- und Bürgermeisterwahlen in Oberösterreich 2009 hatte der Gemeinderat folgende Verteilung: 13 ÖVP, 4 FPÖ und 2 SPÖ. (19 Mandate)
- Mit den Gemeinderats- und Bürgermeisterwahlen in Oberösterreich 2015 hatte der Gemeinderat folgende Verteilung: 9 ÖVP, 3 FPÖ und 1 SPÖ. (13 Mandate)
- Mit den Gemeinderats- und Bürgermeisterwahlen in Oberösterreich 2021 hat der Gemeinderat folgende Verteilung: 11 ÖVP und 2 SPÖ. (13 Mandate)[9][10]

### Bürgermeister
Bürgermeister seit 1850 waren:
- 1850–1855 Florian Haderer
- 1855–1858 Joseph Eisterer
- 1858–1861 Johann Christenberger
- 1861–1864 Josef Humer
- 1864–1867 Michael Straßl
- 1867–1870 Anton Gristenberger
- 1870–1873 Georg Weißenböck
- 1873–1876 Franz Scheuringer
- 1876–1879 Karl Hader
- 1879–1882 Michael Strassl
- 1882–1894 Josef Berndorfer
- 1894–1903 Johann Oberndorfer
- 1903–1907 Michael Sageder
- 1907–1910 Franz Haderer
- 1910–1912 Josef Sandberger
- 1912–1919 Johann Humer
- 1919–1924 Michael Eckertsberger
- 1924–1929 Johann Humer
- 1929–1942 Anton Christenberger
- 1942–1945 Karl Kalteis
- 1945–1945 Hans Koller
- 1945–1948 Anton Christenberger
- 1948–1955 Johann Haider
- 1955–1961 Josef Humer
- 1961–1985 Alois Ratzenböck
- 1985–2003 Johann Kaltseis
- 2003–2014 Josef Anzengruber (ÖVP)
- seit 2014 Hannes Humer (ÖVP)

### Wappen
Offizielle Beschreibung des Gemeindewappens: „Gespalten von Silber und Grün mit einem oben und unten anstoßenden Eschenblatt mit neun Fiedern in gewechselten Farben und einem schwarzen Stiel.“
Die Gemeindefarben sind Grün-Weiß.
Das Eschenblatt im 1981 verliehenen Gemeindewappen symbolisiert als redendes Wappen den Ortsnamen.